# Pallulaspis retamae
Pallulaspis retamae är en insektsart som först beskrevs av Hall 1926.  Pallulaspis retamae ingår i släktet Pallulaspis och familjen pansarsköldlöss. Inga underarter finns listade i Catalogue of Life.